# Ninkasi
Ninkasi és la deessa sumèria de la cervesa, creada per Ninhursag per guarir Enki de les seves malalties, i per alegrar la vida dels homes amb l'alcohol, segons diu el poema èpic anomenat Enki i Ninhursag.
Era una divinitat femenina, perquè eren les dones de Mesopotàmia les encarregades de fer el pa i la cervesa. Se n'ha conservat un himne, que inclou també la recepta més antiga coneguda per fer cervesa (cap al 1800 aC). També se'n parla a unes altres obres sumèries, com ara Lugalbanda a la cova de la muntanya, i Lugalbanda i l'ocell Anzu. Es diu que va néixer «de les aigües fresques», i Ninhursag li va ordenar que fos la deessa que «omplís els cors».
Un asteroide porta el seu nom: 4947 Ninkasi.